# Gyűrődés
A gyűrődés a kőzetrétegek képlékeny (plasztikus) deformációjával járó, oldalirányú nyomás hatására végbemenő szerkezeti mozgás. A vetődés mellett - amely törésvonalak mentén történő rideg deformáció - a hegységképződés egyik típusa (ld. gyűrthegységek).

## Jellemzők

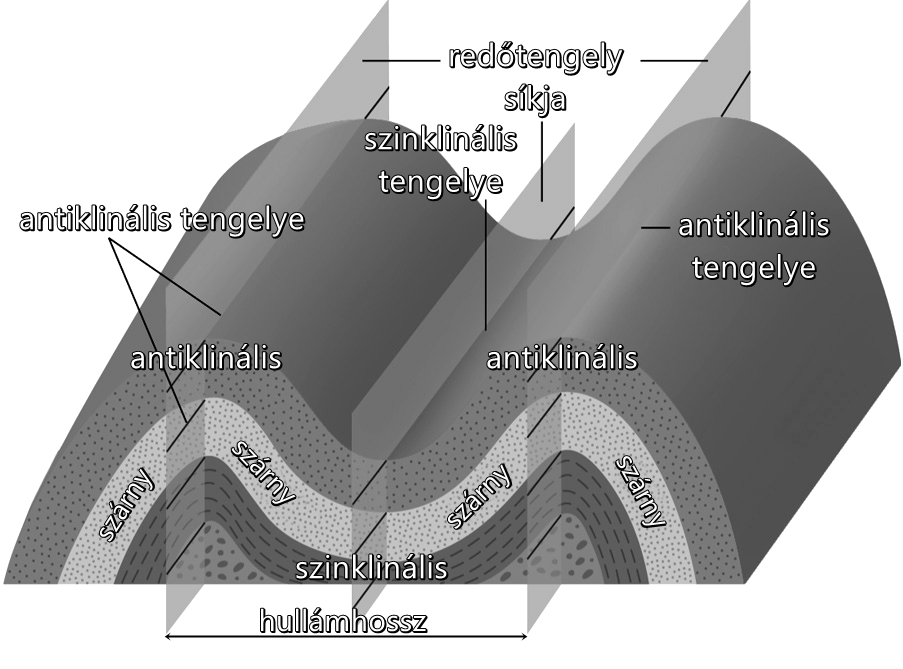
A redő részei

### Redő
Az oldalirányú nyomás hatására kialakult struktúra, a gyűrődés alapformája.

#### Részei[2]
- Antiklinális

A redő pozitív formája, az ún. redőboltozat.
- Szinklinális

A redő negatív formája, az ún. redőteknő. 
- Redőszárny

A redőben futó, ellentétes dőlésű kőzetrétegek.
- Redőtengely

A redőszárnyak egy vonal mentén találkoznak, ez a redő tengelye. A redőboltozatnak és a redőteknőnek is van egy tengelye. Az ezen keresztül haladó sík a redőtengely síkja, amely lényegében két félre osztja a redőt.
- Amplitúdó

A hullámokhoz hasonlóan a gyűrt formáknak is van egy amplitúdójuk, amely egész egyszerűen a redő legfelső és legalsó rétegének a távolságát jelenti.
- Hullámhossz

A redő hullámhossza két szomszédos antiklinális redőtengelyének a távolságával egyezik meg.

#### Típusai[3]

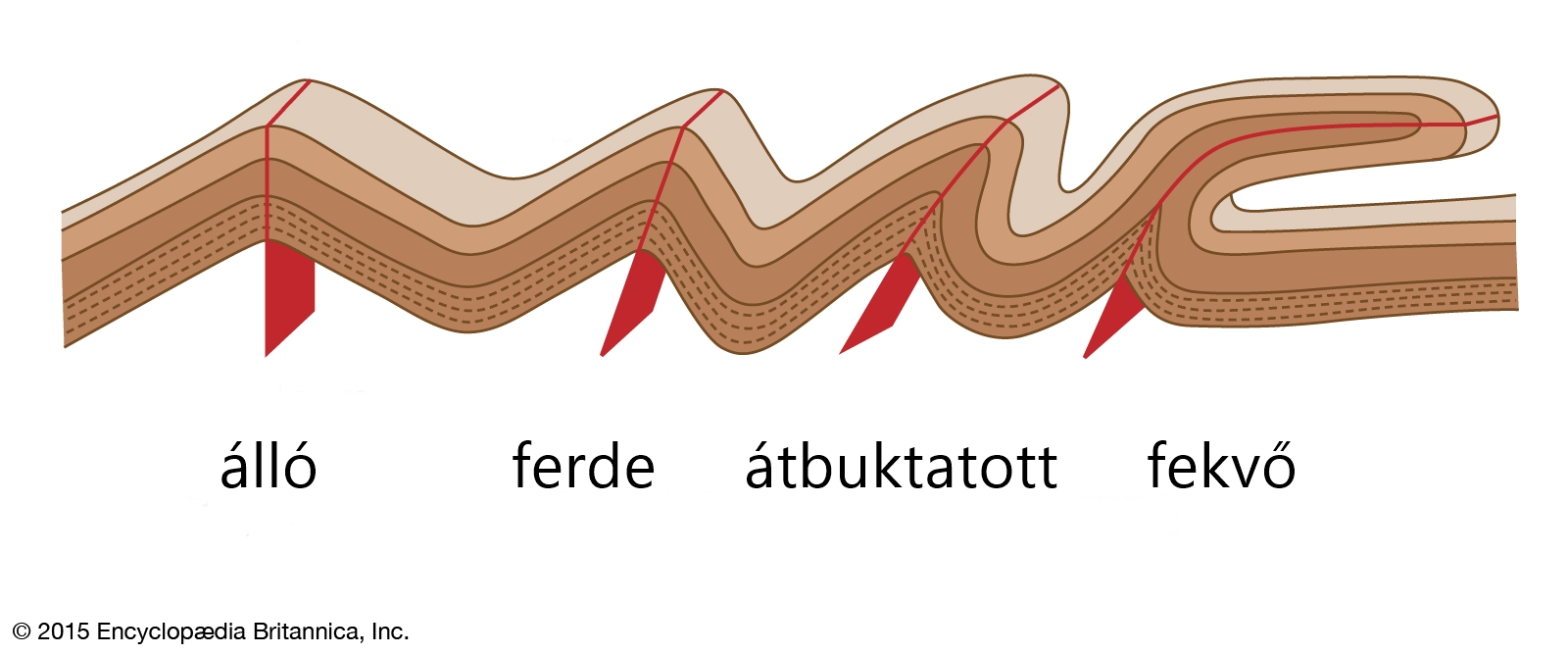
Redőtípusok

Az oldalirányú nyomás függvényében változhat a redő szerkezete. A redőtengely síkjának a helyzete alapján többféle redőtípust különböztethetünk meg. 
- Álló redő

A redőtengely síkja a vízszintesre nagyjából merőleges (90°), vagyis azzal derékszöget zár be. Az állóredőt más néven szimmetrikus redőnek is nevezik.
- Ferde redő

A redőtengely síkja a vízszintessel 90°-nál kisebb, de 45°-nál nagyobb szöget zár be, ezáltal a két redőszárny még ellentétes irányba dől.
- Fekvő redő

Az átbukás továbbfejlődésével a redőtengely síkja vízszintes vagy ahhoz közeli helyzetbe kerül, így fekvő redő alakul ki.
- Áttolt redő

A redőtengely síkja a vízszintessel 45°-nál kisebb szöget zár be, és a két redőszárny azonos dőlési irányt mutat.
- Takaróredő

A redők a gyűrődés során akár több tíz kilométerre is eltolódhatnak, a redőszárnyak viszont elszakadhatnak az alsóbb rétegektől, így egy ún. áttolódási sík mentén takarós szerkezet képződik. A takaróredőben az egyes kőzetrétegek kora eltérést mutat, hiszen áttolódva fiatalabb rétegeket is befedhet.